# Hemileucoceras insignis
Hemileucoceras insignis är en stekelart som beskrevs av Hoffer 1976. Hemileucoceras insignis ingår i släktet Hemileucoceras och familjen sköldlussteklar.
Artens utbredningsområde är Algeriet. Inga underarter finns listade i Catalogue of Life.